# Saison 4 de Magnum
Chronologie
Saison 3 Saison 5
Cet article présente le guide des épisodes de la quatrième saison de la série télévisée américaine Magnum.

## Saison 4 (1983-1984)
Haut de page